# Eupsilobiidae
Eupsilobiidae es una familia de coleópteros polífagos, antes considerada una subfamilia de Endomychidae.

## Géneros
- Cerasommatidia
- Chileolobius
- Eidoreus
- Evolocera
- Ibicarella
- Microxenus